# Globes de cristal
Die Globes de cristal (englisch Crystal Globe Awards) sind Auszeichnungen, die jedes Jahr in Paris vergeben werden, und mit denen hervorragende Leistungen in Kunst und Kultur ausgezeichnet werden. Stimmberechtigt sind Berufsjournalisten aus Printmedien, Radio und Fernsehen und aus den digitalen Medien, die der Agence France-Presse (AFP) assoziiert sind. 

## Geschichte
Die erste Preisverleihung fand 2006 im Palais du Luxembourg statt. 
Von 2007 bis 2018 fand die Verleihung im Lido statt und – nach dessen Schließung – ab 2019 in der Salle Wagram.
Die Verleihung findet jeweils im Februar im Rahmen eines repräsentativen Diners statt und wird auf mehreren französischen Fernsehkanälen übertragen.

## Preise
Die Preise werden in 21 Kategorien (Stand 2020) aus den Bereichen Film, Fernsehen, Theater, Musik, Literatur und Mode vergeben In jeder Kategorie werden von einer Jury jeweils 5 Kandidaten für eine Kategorie nominiert. Die Jury besteht aus 20 Fachjournalisten (Stand 2020). Die Anzahl der an der Abstimmung teilnehmenden Journalisten ist unterschiedlich und wechselt von Jahr zu Jahr. 

### Globes d’Honneur
Mit dem Globe d'Honneur werden seit 2008 Künstler für ihr Lebenswerk geehrt. 
Preisträger
- 2008: Ayaan Hirsi Ali
- 2009: Roberto Alagna und Dominique Meyer
- 2011: Pierre Arditi
- 2012: Eric Reinhardt (* 1965), Romanautor
- 2013: Abdou Diouf
- 2014: Yan Pei-Ming
- 2015: Charlie Hebdo
- 2017: Véronique Sanson
- 2019: Gad Elmaleh
- 2020: Danielle Darrieux